# Craugastoridae
A Craugastoridae a kétéltűek (Amphibia) osztályába és a békák (Anura) rendjébe tartozó család.

## Rendszerezés
- Ceuthomantinae alcsalád, Heinicke, Duellman, Trueb, Means, MacCulloch & Hedges, 2009
  - Ceuthomantis Heinicke, Duellman, Trueb, Means, MacCulloch & Hedges, 2009
  - Dischidodactylus Lynch, 1979
  - Pristimantis Jiménez de la Espada, 1870
  - Tachiramantis Heinicke, Barrio-Amorós & Hedges, 2015
  - Yunganastes Padial, Castroviejo-Fisher, Köhler, Domic & De la Riva, 2007
- Craugastorinae alcsalád,  Hedges, Duellman & Heinicke, 2008
  - Craugastor Cope, 1862
  - Haddadus Hedges, Duellman & Heinicke, 2008
  - Strabomantis Peters, 1863
- Holoadeninae alcsalád, Hedges, Duellman & Heinicke, 2008
  - Barycholos Heyer, 1969
  - Bryophryne Hedges, Duellman & Heinicke, 2008
  - Euparkerella Griffiths, 1959
  - Holoaden Miranda-Ribeiro, 1920
  - Hypodactylus Hedges, Duellman & Heinicke, 2008
  - Lynchius Hedges, Duellman & Heinicke, 2008
  - Niceforonia Goin & Cochran, 1963
  - Noblella Barbour, 1930
  - Oreobates Jiménez de la Espada, 1872
  - Phrynopus Peters, 1873
  - Psychrophrynella Hedges, Duellman & Heinicke, 2008
- alcsaládba nem besorolt nemek
  - Atopophrynus Lynch & Ruiz-Carranza, 1982
  - Geobatrachus Ruthven, 1915
- incertae sedis :
  - "Eleutherodactylus" bilineatus (Bokermann, 1975)

## Elterjedése
A családba tartozó fajok az Egyesült Államok déli részétől Argentínáig honosak.